# Teo Yoo
Pour les articles homonymes, voir Yoo.
Kim Chi Hun, né le 11 avril 1981 à Cologne (Allemagne), connu professionnellement sous le nom de Teo Yoo, est un acteur sud-coréen.
Il est connu pour son rôle de Viktor Tsoï dans le film musical Leto,,,.

## Biographie
Teo Yoo naît sous le nom de Kim Tschi Hun à Cologne, en Allemagne. Son père était mineur et sa mère infirmière. Après avoir obtenu son diplôme d'études secondaires en Allemagne, il se rend aux États-Unis et en Angleterre pour étudier le théâtre.
En 2007, il épouse l'artiste Nikki S. Lee,.

## Filmographie

### Films
| Année | Titre                   | Rôle          | Notes                            | Réf.   |
| ----- | ----------------------- | ------------- | -------------------------------- | ------ |
| 2003  | Kim Bab                 | Kim           | court métrage                    |        |
| 2004  | Brooklyn Bound          | Tommy Woo     |                                  |        |
| 2006  | Day Night Day Night     | Driver        |                                  |        |
| 2009  | Actresses               | Emile         |                                  |        |
| 2010  | Innocent When You Dream | Gustav Zerga  | court métrage                    |        |
| 2012  | Love Fiction            | Secretary     |                                  |        |
| 2012  | Shanghai Strangers      | The Lover     | court métrage                    |        |
| 2012  | Code Name: Jackal       | Moustache     |                                  |        |
| 2014  | One on One              | Shadow        |                                  |        |
| 2015  | Seoul Searching         | Klaus Kim     |                                  |        |
| 2015  | Equals                  | Peter         |                                  |        |
| 2015  | You Call It Passion     | Jey           |                                  |        |
| 2016  | Bitcoin Heist           | Thomas        |                                  |        |
| 2017  | The Moment              | Mr. Kim       | Film thaïlandais                 |        |
| 2017  | TV Cello                | Nam June Paik | court métrage                    |        |
| 2018  | Lim                     | Teo           | court métrage                    |        |
| 2018  | Leto                    | Viktor Tsoi   |                                  |        |
| 2019  | Vertigo                 | Lee Jin-soo   |                                  |        |
| 2019  | Black Money             | Steve Jung    | Apparition spéciale              |        |
| 2020  | Pawn                    | Yoo Deok-hwa  |                                  |        |
| 2021  | New Year Blues          | Rae-hwan      |                                  |        |
| 2021  | Log in Belgium          |               | Réalisateur, scénariste, monteur | [ 8 ]  |
| 2022  | Decision to Leave       | Director Lee  | Apparition spéciale              | [ 9 ]  |
| 2023  | Past Lives              | Hae sung      | Hollywood Film                   | [ 10 ] |

### Séries télévisées
| Année | Titre                       | Rôle          | Notes                      | Réf.   |
| ----- | --------------------------- | ------------- | -------------------------- | ------ |
| 2019  | Arthdal Chronicles          | Ragaz         | Caméo                      |        |
| 2019  | Vagabond                    | Jerome        |                            |        |
| 2019  | Chocolate                   | Kwon Min-sung |                            |        |
| 2020  | Money Game                  | Eugene Han    |                            |        |
| 2021  | Drama Stage – Proxy Emotion | Yoo Jae-ho    | Saison 4, drame en un acte | [ 11 ] |
| 2021  | The Window                  | Cho Jae-yeon  | Drame japonais-allemand    | [ 12 ] |

### Web-séries
| Année   | Titre                  | Rôle           | Réf.   |
| ------- | ---------------------- | -------------- | ------ |
| 2016    | The Cravings           | Teo            |        |
| 2020    | The School Nurse Files | Mackenzie      |        |
| 2021    | Dr. Brain              | Secretary Yoon | [ 13 ] |
| 2023    | Love to Hate You       | Nam Kang-ho    | [ 14 ] |
| À venir | The World's Worst Boy  |                | [ 15 ] |

## Récompenses et nominations
| Remise des prix                        | Année | Catégorie                           | Candidat / Travail | Résultat   | Réf.   |
| -------------------------------------- | ----- | ----------------------------------- | ------------------ | ---------- | ------ |
| Prix du film Blue Dragon               | 2021, | Meilleur nouvel acteur              | Vertigo            | Lauréat    | ,      |
| Chunsa Film Art Awards                 | 2020  | Meilleur nouvel acteur              | Vertigo            | Nomination |        |
| Prix coréens des arts et de la culture | 2021  | Division cinéma                     | Teo Yoo            | Lauréat    | [ 20 ] |
| Prix du divertissement culturel coréen | 2018  | Meilleur nouvel acteur              | Leto               | Lauréat    |        |
| Prix du cinéma thaïlandais Starpicks   | 2017  | Meilleur acteur dans un second rôle | The Moment         | Lauréat    | [ 21 ] |

## Récompenses et distinctions
- (en) Teo Yoo: Awards, sur l'Internet Movie Database